# مایک پییک
مایک پییک (به انگلیسی: Mike Pejic) بازیکن فوتبال زادهٔ ۲۵ ژانویه ۱۹۵۰ اهل کشور انگلستان که سابقهٔ بازی در تیم ملی فوتبال انگلستان را در کارنامهٔ خود دارد. وی در تاریخ ۳ آوریل ۱۹۷۴ نخستین بازی ملی خود را در مقابل تیم ملی فوتبال پرتغال انجام داد و با حضور در ۴ بازی ملی، در تاریخ ۱۸ مه ۱۹۷۴ واپسین بازی ملی‌اش را در برابر تیم ملی فوتبال اسکاتلند برگزار کرد.